# Wapen van Tanzania

Wapen van Tanzania

Het wapen van Tanzania is een traditioneel schild van de bantoevolken.
Het schild bestaat uit vier vlakken. Het bovenste vlak is geel met een gouden fakkel. Het vlak daaronder is gevuld met de vlag van Tanzania. Het derde vlak is een rood vlak met daarop een bijl en een schoffel. Het onderste vlak wordt gevuld met een zilveren achtergrond met drie blauwe golven. Een gouden speer wordt afgebeeld in het midden van de onderste drie vlakken. Het schild staat op een verbeelding van de Kilimanjaro met naast het schild aan weerszijden een olifantslagtand. Schildhouders zijn twee personen in traditionele kledij: links een man, rechts een vrouw. Bij de voeten van de man is een twijg van kruidnagel afgebeeld en bij de vrouw een takje van de katoenplant. Onderaan de berg staat een band met de Swahilitekst: Uhuru na Umoja, hetgeen betekent "Vrijheid en Eenheid".

## Symboliek
Het geel staat voor de bodemschatten van Tanzania en de fakkel voor vrijheid, informatie en kennis. De Uhurufakkel werd in 1961 voor het eerst naar de top van de Kilimanjaro gedragen en is een populair nationaal symbool. Het rode vlak symboliseert de vruchtbare rode grond. De golven staan voor land, zee, meren en de kustlijn. Bijl en schoffel zijn werktuigen die gebruikt zijn om Tanzania op te bouwen. De speer staat voor de verdediging van Tanzania en voor vrijheid. De schildhouders staan voor gelijkheid en voor samenwerking tussen beide geslachten. De twijgen staan voor de landbouw en de Kilimanjaro en slagtanden staan voor de natuur van Tanzania.
Algerije · Angola · Benin · Botswana · Burkina Faso · Burundi · Centraal-Afrikaanse Republiek · Comoren · Congo-Brazzaville · Congo-Kinshasa · Djibouti · Egypte · Equatoriaal-Guinea · Eritrea · Ethiopië · Gabon · Gambia · Ghana · Guinee · Guinee-Bissau · Ivoorkust · Kaapverdië · Kameroen · Kenia · Lesotho · Liberia · Libië · Madagaskar · Malawi · Mali · Marokko · Mauritanië · Mauritius · Mozambique · Namibië · Niger · Nigeria · Oeganda · Rwanda · Sao Tomé en Principe · Senegal · Seychellen · Sierra Leone · Soedan · Somalië · Swaziland · Tanzania · Togo · Tsjaad · Tunesië · Westelijke Sahara · Zambia · Zimbabwe · Zuid-Afrika · Zuid-Soedan
Afhankelijke gebieden:
Brits Territorium in de Indische Oceaan · Canarische Eilanden · Ceuta · Melilla · Madeira · Mayotte · Réunion · Sint-Helena · Tristan da Cunha